# Мракобесие и джаз
«Мракобе́сие и джаз» — шестнадцатый музыкальный альбом, записанный рок-группой «Пикник» в 2006 году и выпущенный в 2007 году. Последний альбом с участием клавишника Сергея Воронина.

Название альбома Эдмунд Шклярский объяснил так: 
Идею нельзя объяснить, иначе она расползётся. Альбом продиктован временем. Все мы — дети своего времени. А выражение «мракобесие и джаз» я вычитал в каком-то периодическом издании. Понравилось, написал песню, потом родился альбом, а теперь и концерт.
Первый трек альбома — песня «Из мышеловки» стала основной темой многосерийного фильма «Закон мышеловки» (2007 год). Там же звучат и некоторые другие треки из альбома.

## Список композиций
Автор песен — Эдмунд Шклярский.
| №   | Название                   | Длительность |
| --- | -------------------------- | ------------ |
| 1.  | «Из мышеловки»             | 4:31         |
| 2.  | «От Кореи до Карелии»      | 4:51         |
| 3.  | «Падший ангел — сын греха» | 3:27         |
| 4.  | «Мракобесие и джаз»        | 3:56         |
| 5.  | «На луче…»                 | 5:32         |
| 6.  | «Разбойники»               | 1:27         |
| 7.  | «Заратустра»               | 4:48         |
| 8.  | «Герр Захер Мазох»         | 3:45         |
| 9.  | «В развороченном раю»      | 3:30         |
| 10. | «Эхо (от луча)»            | 1:10         |
| 11. | «Ихтиандр»                 | 5:25         |
| 12. | «Coda (Инструментал)»      | 2:43         |

## Состав
- Эдмунд Шклярский — вокал, гитара
- Марат Корчемный — бас-гитара
- Сергей Воронин — клавишные
- Леонид Кирнос — ударные

## Интересные факты
- В песне «Мракобесие и джаз» почти дословно цитируется фраза из кинофильма «Операция „Ы“» «Всё уже украдено до нас».